# Dietrich Henschel
Dietrich Henschel (* 22. Mai 1967 in Berlin) ist ein deutscher Opernsänger (Bariton).

## Leben
Henschel wuchs in Nürnberg auf, wo er das Gymnasium besuchte und am Konservatorium Klavier und Dirigieren studierte. Seine Gesangsausbildung erhielt er an der Musikhochschule München. Sein Bühnendebüt hatte er 1990 bei der Münchener Biennale.
Nach Gastauftritten an verschiedenen Opernhäusern und bei Musikfestivals wie den Schubertiaden in Wien und Feldkirch, dem Schleswig-Holstein Musik Festival und dem Beethovenfest Bonn war er von 1993 bis 1995 Ensemblemitglied am Opernhaus Kiel. Unter Intendant Peter Dannenberg und Generalmusikdirektor Klauspeter Seibel stand er hier in Partien aus Opern Mozarts, Monteverdis und Glucks auf der Bühne.
Nach Engagements in Bonn und Stuttgart begann 1997 die internationale Karriere Henschels mit der Übernahme der Titelpartie von Henzes Der Prinz von Homburg an der Deutschen Oper Berlin (Regie: Götz Friedrich) und Busonis Doktor Faust an der Opéra National de Lyon unter Kent Nagano.
Es folgten Engagements am Théâtre du Châtelet und der Opéra Bastille in Paris, der Nederlandse Opera Amsterdam, der Opera de Genève, am Maggio Musicale Fiorentino, der Kölner Oper, dem Opernhaus Zürich und der Komischen Oper in Berlin.
Daneben machte sich Henschel auch einen Namen als Liedinterpret. Im Mittelpunkt seines Repertoires standen hier Werke von Ludwig van Beethoven, Franz Schubert, Hugo Wolf, Gustav Mahler und Erich Wolfgang Korngold. Seine Partner waren dabei die Pianisten Irwin Gage, Fritz Schwinghammer, Helmut Deutsch, Leonard Hokanson und Shinya Okahara, mit dem er seit 1996 regelmäßig Japantourneen unternahm.
Aus seiner Diskographie sind neben den Liedaufnahmen vor allem Haydns Die Jahreszeiten mit dem Freiburger Barockorchester unter René Jacobs, Bachs Matthäuspassion mit dem Concentus Musicus Wien unter Nikolaus Harnoncourt sowie die Aufnahme von Busonis Doktor Faust zu nennen, die 2001 mit einem Grammy als beste Opernaufnahme ausgezeichnet wurde.